# Telmatochromis vittatus
 Telmatochromis vittatus  ist ein im ostafrikanischen Tanganjikasee endemisch vorkommender Buntbarsch.

## Beschreibung
Telmatochromis vittatus wird 8 bis 9 cm lang und hat einen langgestreckten, zylindrischen Körper. Die Körperlänge liegt beim 4,3 bis 4,4-fachen der Körperhöhe. Die Grundfärbung ist braungrau in der oberen Körperhälfte und beige bis elfenbeinfarben in der unteren. Vom Mundwinkel über die Augen und die Körperseiten erstreckt sich ein dunkles Längsband, das bis zum Ansatz der Schwanzflosse reicht. Ein weiteres Längsband verläuft entlang der Basis der Rückenflosse. Auf dem Schwanzstiel befindet sich ein dunkler Fleck. Telmatochromis vittatus zeigt keine ausgeprägten Geschlechtsunterschiede. Lediglich die Flossen, und hier vor allem die Bauchflossen, sind bei den älteren Männchen etwas größer.
Vom nah verwandten und sehr ähnlichen Telmatochromis bifrenatus unterscheidet sich Telmatochromis vittatus durch eine im Verhältnis zur Länge größeren Körperhöhe, eine geringere Schuppenanzahl auf dem oberen und mehr Schuppen auf dem unteren Abschnitt der zweigeteilten Seitenlinie (19–21/10–11 vs. 27–28/6–8) und mehr kräftige, kegelförmige Zähne in Ober- und Unterkiefer (12–15/12–13 vs. 8–10/6–8).

## Lebensweise
Telmatochromis vittatus lebt ufernah in der Fels- und Geröllzone des Tanganjikasee und nutzt Höhlen und Felsspalten als Verstecke. Die Fische halten sich meist in Tiefen von 5 bis 10 Metern, seltener bis in Tiefen von 20 Metern auf. Sie sind Allesfresser, die vor allem Mikroorganismen fressen. Telmatochromis vittatus ist solitär, bildet während der Fortpflanzung aber Paare. Die Eier werden in Spalten oder Höhlen abgelegt (Substratlaicher), die Eier, Larven und Jungfische vom Weibchen betreut, während das Männchen das gemeinsame Revier verteidigt. Nach dem Freischwimmen bilden die Jungfische keinen Schwarm, bleiben aber zunächst standorttreu bei der elterlichen Höhle.